# 地枫皮
地枫皮（学名：Illicium difengpi）为五味子科八角属的植物，为中国的特有植物。分布于中国大陆的广西等地，生长于海拔200米至1,200米的地区，一般生长在石灰岩石山山顶、石缝中和石山疏林下，目前尚未由人工引种栽培。

## 别名
枫榔（广西都安瑶语、壮语） 矮顶香（广西马山） 钻地枫、追地枫（上海、浙江药材名）。

## 外部連結
- 地楓皮 Di Feng Pi（页面存档备份，存于） 中藥標本數據庫 (香港浸會大學中醫藥學院) （繁體中文）（英文）